# PURE×CONNECT
《PURE×CONNECT》是由SMEE製作於2015年5月29日發售的戀愛冒險類型成人遊戲，2021年12月24日發售HD版。

## 角色
宇佐見隼人
本作男主角。2年級大學生。由於之前的工作沒有了，後來在接受志帆的邀請來到麵包餐廳「La pivoine」工作。
一之瀬空（聲優：春日アン）
隼人的青梅竹馬，就讀同所大學，La pivoine的服務生。
道明寺萌美
La pivoine的服務生。由於家中經濟不是很好而沒有上大學，在工作結束後會幫父母照顧妹妹姫良梨和弟弟健太。
牧原志帆（聲優：柚木サチ）
La pivoine的28歲經理。出身在富裕家庭。由於對戀愛沒有很關心，父親銀蔵也為此感到很擔心。
紺野彩里沙（聲優：森谷實園）
城彩學園的3年級學生，時尚雜誌的模特兒，La pivoine的服務生。
篠崎歩美
隼人的表妹，城彩學園的3年級學生，由於父母要到國外長期工作而住在隼人家，後來擔任La pivoine的服務生。

## 主題曲
片頭曲「Snow×Connect」
作詞：，作曲、編曲：折倉俊則，主唱：霜月遙
片尾曲「My Darling」
作詞：，作曲、編曲：折倉俊則，主唱：Duca

## 評價
本作在萌系遊戲大賞2015中獲得劇情獎的金獎和5月的月間獎。另外在由Getchu.com舉辦的「美少女遊戲大獎2015」中獲得綜合部門第8名。

## 外部連結
- 官方網站 （页面存档备份，存于）（日語）
- HD版官方網站 （页面存档备份，存于）（日語）